# Lista över fornlämningar i Enköpings kommun (Vårfrukyrka)
Lista över fornlämningar i Enköpings kommun (Vårfrukyrka) är en förteckning av ett urval av de fornlämningar som finns i Vårfrukyrka i Enköpings kommun.
| Namn                                         | Lämningstyp                 | Tillkomsttid | Historisk indelning  | Plats | Läge                 | ID-nr          | Bild                                      |
| -------------------------------------------- | --------------------------- | ------------ | -------------------- | ----- | -------------------- | -------------- | ----------------------------------------- |
| Vårfrukyrka 2:1                              | Röse                        |              | Vårfrukyrka, Uppland |       | 59.627430, 17.122124 | 10029200020001 | Ladda upp en bild av detta fornminne      |
| Vårfrukyrka 3:1                              | Hällristning                |              | Vårfrukyrka, Uppland |       | 59.699796, 17.050819 | 10029200030001 | Ladda upp en bild av detta fornminne      |
| Vårfrukyrka 5:1                              | Gravfält                    |              | Vårfrukyrka, Uppland |       | 59.705467, 17.049230 | 10029200050001 | Ladda upp en bild av detta fornminne      |
| Vårfrukyrka 7:1                              | Hällristning                |              | Vårfrukyrka, Uppland |       | 59.696523, 17.059157 | 10029200070001 | Ladda upp en bild av detta fornminne      |
| Vårfrukyrka 7:2                              | Hällristning                |              | Vårfrukyrka, Uppland |       | 59.696617, 17.059038 | 10029200070002 | Ladda upp en bild av detta fornminne      |
| Vårfrukyrka 12:1                             | Gravfält                    |              | Vårfrukyrka, Uppland |       | 59.698524, 17.056037 | 10029200120001 | Ladda upp en bild av detta fornminne      |
| Vårfrukyrka 13:1                             | Stensättning                |              | Vårfrukyrka, Uppland |       | 59.694783, 17.061186 | 10029200130001 | Ladda upp en bild av detta fornminne      |
| Vårfrukyrka 14:1                             | Hällristning                |              | Vårfrukyrka, Uppland |       | 59.694978, 17.060914 | 10029200140001 | Ladda upp en bild av detta fornminne      |
| Vårfrukyrka 15:1                             | Hällristning                |              | Vårfrukyrka, Uppland |       | 59.695260, 17.061764 | 10029200150001 | Ladda upp en bild av detta fornminne      |
| Vårfrukyrka 16:1                             | Hällristning                |              | Vårfrukyrka, Uppland |       | 59.696623, 17.059526 | 10029200160001 | Ladda upp en bild av detta fornminne      |
| Vårfrukyrka 17:1                             | Stensättning                |              | Vårfrukyrka, Uppland |       | 59.697681, 17.059241 | 10029200170001 | Ladda upp en bild av detta fornminne      |
| Vårfrukyrka 18:1                             | Hällristning                |              | Vårfrukyrka, Uppland |       | 59.697246, 17.062574 | 10029200180001 | Ladda upp en bild av detta fornminne      |
| Vårfrukyrka 19:1                             | Röse                        |              | Vårfrukyrka, Uppland |       | 59.698031, 17.061605 | 10029200190001 | Ladda upp en bild av detta fornminne      |
| Vårfrukyrka 19:2                             | Stensättning                |              | Vårfrukyrka, Uppland |       | 59.698016, 17.061843 | 10029200190002 | Ladda upp en bild av detta fornminne      |
| Vårfrukyrka 19:3                             | Stensättning                |              | Vårfrukyrka, Uppland |       | 59.698173, 17.062034 | 10029200190003 | Ladda upp en bild av detta fornminne      |
| Vårfrukyrka 21:1                             | Stensättning                |              | Vårfrukyrka, Uppland |       | 59.695538, 17.080718 | 10029200210001 | Ladda upp en bild av detta fornminne      |
| Vårfrukyrka 21:2                             | Stensättning                |              | Vårfrukyrka, Uppland |       | 59.695376, 17.080764 | 10029200210002 | Ladda upp en bild av detta fornminne      |
| Vårfrukyrka 21:3                             | Stensättning                |              | Vårfrukyrka, Uppland |       | 59.695266, 17.080771 | 10029200210003 | Ladda upp en bild av detta fornminne      |
| Vårfrukyrka 24:1                             | Stensättning                |              | Vårfrukyrka, Uppland |       | 59.678431, 17.125779 | 10029200240001 | Ladda upp en bild av detta fornminne      |
| Vårfrukyrka 25:1                             | Stensättning                |              | Vårfrukyrka, Uppland |       | 59.677913, 17.126805 | 10029200250001 | Ladda upp en bild av detta fornminne      |
| Vårfrukyrka 26:1                             | Stensättning                |              | Vårfrukyrka, Uppland |       | 59.672091, 17.122405 | 10029200260001 | Ladda upp en bild av detta fornminne      |
| Vårfrukyrka 27:1                             | Stensättning                |              | Vårfrukyrka, Uppland |       | 59.680866, 17.111337 | 10029200270001 | Ladda upp en bild av detta fornminne      |
| Vårfrukyrka 29:1                             | Stensättning                |              | Vårfrukyrka, Uppland |       | 59.671170, 17.101637 | 10029200290001 | Ladda upp en bild av detta fornminne      |
| Vårfrukyrka 29:2                             | Gravhägnad                  |              | Vårfrukyrka, Uppland |       | 59.670965, 17.101649 | 10029200290002 | Ladda upp en bild av detta fornminne      |
| Vårfrukyrka 30:1                             | Hög                         |              | Vårfrukyrka, Uppland |       | 59.678387, 17.108803 | 10029200300001 | Ladda upp en bild av detta fornminne      |
| Vårfrukyrka 32:1                             | Stensättning                |              | Vårfrukyrka, Uppland |       | 59.681662, 17.100740 | 10029200320001 | Ladda upp en bild av detta fornminne      |
| Vårfrukyrka 32:2                             | Stensättning                |              | Vårfrukyrka, Uppland |       | 59.681494, 17.100887 | 10029200320002 | Ladda upp en bild av detta fornminne      |
| Vårfrukyrka 33:1                             | Stensättning                |              | Vårfrukyrka, Uppland |       | 59.682290, 17.099305 | 10029200330001 | Ladda upp en bild av detta fornminne      |
| Vårfrukyrka 34:1                             | Stensättning                |              | Vårfrukyrka, Uppland |       | 59.683842, 17.098849 | 10029200340001 | Ladda upp en bild av detta fornminne      |
| Vårfrukyrka 35:1                             | Stensättning                |              | Vårfrukyrka, Uppland |       | 59.682890, 17.098995 | 10029200350001 | Ladda upp en bild av detta fornminne      |
| Vårfrukyrka 35:2                             | Stensättning                |              | Vårfrukyrka, Uppland |       | 59.682808, 17.098754 | 10029200350002 | Ladda upp en bild av detta fornminne      |
| Vårfrukyrka 36:1                             | Röse                        |              | Vårfrukyrka, Uppland |       | 59.683752, 17.099958 | 10029200360001 | Ladda upp en bild av detta fornminne      |
| Vårfrukyrka 39:1                             | Stensättning                |              | Vårfrukyrka, Uppland |       | 59.686910, 17.091260 | 10029200390001 | Ladda upp en bild av detta fornminne      |
| Vårfrukyrka 40:1                             | Runristning                 |              | Vårfrukyrka, Uppland |       | 59.687651, 17.086083 | 10029200400001 | Ladda upp en till bild av detta fornminne |
| (Bron) Ristingsbro (Vårfrukyrka 42:1)        | Runristning                 |              | Vårfrukyrka, Uppland |       | 59.688958, 17.083981 | 10029200420001 | Ladda upp en till bild av detta fornminne |
| Vårfrukyrka 44:1                             | Hällristning                |              | Vårfrukyrka, Uppland |       | 59.692155, 17.063752 | 10029200440001 | Ladda upp en bild av detta fornminne      |
| Vårfrukyrka 44:2                             | Hällristning                |              | Vårfrukyrka, Uppland |       | 59.692175, 17.063526 | 10029200440002 | Ladda upp en bild av detta fornminne      |
| Vårfrukyrka 44:3                             | Hällristning                |              | Vårfrukyrka, Uppland |       | 59.692016, 17.063651 | 10029200440003 | Ladda upp en bild av detta fornminne      |
| Vårfrukyrka 45:1                             | Hällristning                |              | Vårfrukyrka, Uppland |       | 59.691334, 17.065083 | 10029200450001 | Ladda upp en bild av detta fornminne      |
| Vårfrukyrka 49:1                             | Hällristning                |              | Vårfrukyrka, Uppland |       | 59.692255, 17.076256 | 10029200490001 | Ladda upp en bild av detta fornminne      |
| Vårfrukyrka 49:2                             | Hällristning                |              | Vårfrukyrka, Uppland |       | 59.692121, 17.077014 | 10029200490002 | Ladda upp en bild av detta fornminne      |
| Vårfrukyrka 49:3                             | Hällristning                |              | Vårfrukyrka, Uppland |       | 59.691716, 17.077008 | 10029200490003 | Ladda upp en bild av detta fornminne      |
| Vårfrukyrka 50:1                             | Hällristning                |              | Vårfrukyrka, Uppland |       | 59.691107, 17.068562 | 10029200500001 | Ladda upp en bild av detta fornminne      |
| Vårfrukyrka 52:1                             | Stensättning                |              | Vårfrukyrka, Uppland |       | 59.692943, 17.075552 | 10029200520001 | Ladda upp en bild av detta fornminne      |
| Vårfrukyrka 53:1                             | Hällristning                |              | Vårfrukyrka, Uppland |       | 59.691881, 17.057072 | 10029200530001 | Ladda upp en bild av detta fornminne      |
| Vårfrukyrka 54:1                             | Gravfält                    |              | Vårfrukyrka, Uppland |       | 59.682166, 17.067162 | 10029200540001 | Ladda upp en bild av detta fornminne      |
| Vårfrukyrka 57:1                             | Röse                        |              | Vårfrukyrka, Uppland |       | 59.675946, 17.084785 | 10029200570001 | Ladda upp en bild av detta fornminne      |
| Vårfrukyrka 57:2                             | Röse                        |              | Vårfrukyrka, Uppland |       | 59.676022, 17.084653 | 10029200570002 | Ladda upp en bild av detta fornminne      |
| Vårfrukyrka 58:1                             | Hög                         |              | Vårfrukyrka, Uppland |       | 59.678174, 17.058991 | 10029200580001 | Ladda upp en bild av detta fornminne      |
| Vårfrukyrka 59:1                             | Hällristning                |              | Vårfrukyrka, Uppland |       | 59.675126, 17.069674 | 10029200590001 | Ladda upp en bild av detta fornminne      |
| Vårfrukyrka 60:1                             | Gravfält                    |              | Vårfrukyrka, Uppland |       | 59.673848, 17.053664 | 10029200600001 | Ladda upp en bild av detta fornminne      |
| Vårfrukyrka 61:1                             | Stensättning                |              | Vårfrukyrka, Uppland |       | 59.672805, 17.053493 | 10029200610001 | Ladda upp en bild av detta fornminne      |
| Vårfrukyrka 62:1                             | Hällristning                |              | Vårfrukyrka, Uppland |       | 59.692745, 17.049113 | 10029200620001 | Ladda upp en bild av detta fornminne      |
| Vårfrukyrka 63:1                             | Hällristning                |              | Vårfrukyrka, Uppland |       | 59.693594, 17.046611 | 10029200630001 | Ladda upp en bild av detta fornminne      |
| Vårfrukyrka 64:1                             | Hällristning                |              | Vårfrukyrka, Uppland |       | 59.692660, 17.047350 | 10029200640001 | Ladda upp en bild av detta fornminne      |
| Vårfrukyrka 64:2                             | Hällristning                |              | Vårfrukyrka, Uppland |       | 59.692673, 17.046679 | 10029200640002 | Ladda upp en bild av detta fornminne      |
| Vårfrukyrka 66:1                             | Hällristning                |              | Vårfrukyrka, Uppland |       | 59.691502, 17.041521 | 10029200660001 | Ladda upp en bild av detta fornminne      |
| Vårfrukyrka 67:1                             | Hällristning                |              | Vårfrukyrka, Uppland |       | 59.690418, 17.034669 | 10029200670001 | Ladda upp en bild av detta fornminne      |
| Vårfrukyrka 67:2                             | Hällristning                |              | Vårfrukyrka, Uppland |       | 59.690362, 17.034562 | 10029200670002 | Ladda upp en bild av detta fornminne      |
| Vårfrukyrka 68:1                             | Runristning                 |              | Vårfrukyrka, Uppland |       | 59.677161, 17.023658 | 10029200680001 | Ladda upp en bild av detta fornminne      |
| Vårfrukyrka 69:1                             | Hällristning                |              | Vårfrukyrka, Uppland |       | 59.682365, 17.032376 | 10029200690001 | Ladda upp en bild av detta fornminne      |
| Vårfrukyrka 71:1                             | Stensättning                |              | Vårfrukyrka, Uppland |       | 59.672684, 17.090034 | 10029200710001 | Ladda upp en bild av detta fornminne      |
| Vårfrukyrka 72:1                             | Stensättning                |              | Vårfrukyrka, Uppland |       | 59.674121, 17.086014 | 10029200720001 | Ladda upp en bild av detta fornminne      |
| Borgnäbb (Vårfrukyrka 74:1)                  | Fornborg                    |              | Vårfrukyrka, Uppland |       | 59.698104, 17.091478 | 10029200740001 | Ladda upp en bild av detta fornminne      |
| Vårfrukyrka 76:1                             | Hällristning                |              | Vårfrukyrka, Uppland |       | 59.677757, 17.034503 | 10029200760001 | Ladda upp en bild av detta fornminne      |
| Vårfrukyrka 77:1                             | Stensättning                |              | Vårfrukyrka, Uppland |       | 59.672819, 17.030898 | 10029200770001 | Ladda upp en bild av detta fornminne      |
| Vårfrukyrka 77:2                             | Stensättning                |              | Vårfrukyrka, Uppland |       | 59.672759, 17.031107 | 10029200770002 | Ladda upp en bild av detta fornminne      |
| Vårfrukyrka 80:1                             | Stensättning                |              | Vårfrukyrka, Uppland |       | 59.624047, 17.116588 | 10029200800001 | Ladda upp en bild av detta fornminne      |
| Vårfrukyrka 80:2                             | Stensättning                |              | Vårfrukyrka, Uppland |       | 59.624215, 17.116961 | 10029200800002 | Ladda upp en bild av detta fornminne      |
| Vårfrukyrka 81:1                             | Röse                        |              | Vårfrukyrka, Uppland |       | 59.620193, 17.132449 | 10029200810001 | Ladda upp en bild av detta fornminne      |
| Vårfrukyrka 89:1                             | Stensättning                |              | Vårfrukyrka, Uppland |       | 59.610733, 17.102583 | 10029200890001 | Ladda upp en bild av detta fornminne      |
| Vårfrukyrka 90:1                             | Stensättning                |              | Vårfrukyrka, Uppland |       | 59.615134, 17.099191 | 10029200900001 | Ladda upp en bild av detta fornminne      |
| Vårfrukyrka 90:2                             | Stensättning                |              | Vårfrukyrka, Uppland |       | 59.615241, 17.098480 | 10029200900002 | Ladda upp en bild av detta fornminne      |
| Vårfrukyrka 91:1                             | Runristning                 |              | Vårfrukyrka, Uppland |       | 59.613791, 17.100194 | 10029200910001 | Ladda upp en bild av detta fornminne      |
| Vårfrukyrka 91:2                             | Runristning                 |              | Vårfrukyrka, Uppland |       | 59.613862, 17.100165 | 10029200910002 | Ladda upp en bild av detta fornminne      |
| Vårfrukyrka 93:1                             | Hällristning                |              | Vårfrukyrka, Uppland |       | 59.617279, 17.119899 | 10029200930001 | Ladda upp en bild av detta fornminne      |
| Vårfrukyrka 94:1                             | Hög                         |              | Vårfrukyrka, Uppland |       | 59.618308, 17.118953 | 10029200940001 | Ladda upp en bild av detta fornminne      |
| Vårfrukyrka 95:1                             | Hällristning                |              | Vårfrukyrka, Uppland |       | 59.617466, 17.120142 | 10029200950001 | Ladda upp en bild av detta fornminne      |
| Vårfrukyrka 95:2                             | Stensättning                |              | Vårfrukyrka, Uppland |       | 59.617318, 17.120436 | 10029200950002 | Ladda upp en bild av detta fornminne      |
| Vårfrukyrka 96:1                             | Stensättning                |              | Vårfrukyrka, Uppland |       | 59.616485, 17.120639 | 10029200960001 | Ladda upp en bild av detta fornminne      |
| Vårfrukyrka 96:2                             | Stensättning                |              | Vårfrukyrka, Uppland |       | 59.616468, 17.120943 | 10029200960002 | Ladda upp en bild av detta fornminne      |
| Vårfrukyrka 97:1                             | Hällristning                |              | Vårfrukyrka, Uppland |       | 59.616611, 17.120435 | 10029200970001 | Ladda upp en bild av detta fornminne      |
| Vårfrukyrka 98:1                             | Hällristning                |              | Vårfrukyrka, Uppland |       | 59.617885, 17.118923 | 10029200980001 | Ladda upp en bild av detta fornminne      |
| Vårfrukyrka 98:2                             | Hällristning                |              | Vårfrukyrka, Uppland |       | 59.617805, 17.118991 | 10029200980002 | Ladda upp en bild av detta fornminne      |
| Vårfrukyrka 99:1                             | Hällristning                |              | Vårfrukyrka, Uppland |       | 59.617024, 17.107695 | 10029200990001 | Ladda upp en bild av detta fornminne      |
| Vårfrukyrka 99:2                             | Hällristning                |              | Vårfrukyrka, Uppland |       | 59.617123, 17.107381 | 10029200990002 | Ladda upp en bild av detta fornminne      |
| Vårfrukyrka 99:3                             | Hällristning                |              | Vårfrukyrka, Uppland |       | 59.616881, 17.107519 | 10029200990003 | Ladda upp en bild av detta fornminne      |
| Vårfrukyrka 101:1                            | Gravfält                    |              | Vårfrukyrka, Uppland |       | 59.654080, 17.100358 | 10029201010001 | Ladda upp en bild av detta fornminne      |
| Vårfrukyrka 104:1                            | Stensättning                |              | Vårfrukyrka, Uppland |       | 59.670801, 17.101767 | 10029201040001 | Ladda upp en bild av detta fornminne      |
| Vårfrukyrka 106:1                            | Grav markerad av sten/block |              | Vårfrukyrka, Uppland |       | 59.669633, 17.105728 | 10029201060001 | Ladda upp en bild av detta fornminne      |
| Vårfrukyrka 107:1                            | Stensättning                |              | Vårfrukyrka, Uppland |       | 59.668682, 17.105745 | 10029201070001 | Ladda upp en bild av detta fornminne      |
| Vårfrukyrka 108:1                            | Stensättning                |              | Vårfrukyrka, Uppland |       | 59.667538, 17.107140 | 10029201080001 | Ladda upp en bild av detta fornminne      |
| Vårfrukyrka 108:2                            | Stensättning                |              | Vårfrukyrka, Uppland |       | 59.667266, 17.106986 | 10029201080002 | Ladda upp en bild av detta fornminne      |
| Vårfrukyrka 112:4                            | Stensättning                |              | Vårfrukyrka, Uppland |       | 59.667266, 17.117033 | 10029201120004 | Ladda upp en bild av detta fornminne      |
| Vårfrukyrka 113:1                            | Stensättning                |              | Vårfrukyrka, Uppland |       | 59.668377, 17.115524 | 10029201130001 | Ladda upp en bild av detta fornminne      |
| Vårfrukyrka 114:1                            | Hällristning                |              | Vårfrukyrka, Uppland |       | 59.658756, 17.091225 | 10029201140001 | Ladda upp en bild av detta fornminne      |
| Vårfrukyrka 116:1                            | Gravfält                    |              | Vårfrukyrka, Uppland |       | 59.656963, 17.084749 | 10029201160001 | Ladda upp en bild av detta fornminne      |
| Vårfrukyrka 117:1                            | Hög                         |              | Vårfrukyrka, Uppland |       | 59.669398, 17.069487 | 10029201170001 | Ladda upp en bild av detta fornminne      |
| Vårfrukyrka 118:1                            | Gravfält                    |              | Vårfrukyrka, Uppland |       | 59.670366, 17.050394 | 10029201180001 | Ladda upp en bild av detta fornminne      |
| Vårfrukyrka 119:1                            | Stensättning                |              | Vårfrukyrka, Uppland |       | 59.666931, 17.057542 | 10029201190001 | Ladda upp en bild av detta fornminne      |
| Vårfrukyrka 119:2                            | Stensättning                |              | Vårfrukyrka, Uppland |       | 59.666992, 17.057294 | 10029201190002 | Ladda upp en bild av detta fornminne      |
| Vårfrukyrka 119:3                            | Stensättning                |              | Vårfrukyrka, Uppland |       | 59.667158, 17.057267 | 10029201190003 | Ladda upp en bild av detta fornminne      |
| Vårfrukyrka 119:4                            | Stensättning                |              | Vårfrukyrka, Uppland |       | 59.666847, 17.057555 | 10029201190004 | Ladda upp en bild av detta fornminne      |
| Vårfrukyrka 125:1                            | Gravfält                    |              | Vårfrukyrka, Uppland |       | 59.660386, 17.073386 | 10029201250001 | Ladda upp en bild av detta fornminne      |
| Vårfrukyrka 126:1                            | Stensättning                |              | Vårfrukyrka, Uppland |       | 59.656700, 17.013051 | 10029201260001 | Ladda upp en bild av detta fornminne      |
| Vårfrukyrka 128:1                            | Hög                         |              | Vårfrukyrka, Uppland |       | 59.656143, 17.016980 | 10029201280001 | Ladda upp en bild av detta fornminne      |
| Vårfrukyrka 130:1                            | Stensättning                |              | Vårfrukyrka, Uppland |       | 59.670926, 17.034632 | 10029201300001 | Ladda upp en bild av detta fornminne      |
| Vårfrukyrka 131:1                            | Stensättning                |              | Vårfrukyrka, Uppland |       | 59.670511, 17.031221 | 10029201310001 | Ladda upp en bild av detta fornminne      |
| Vårfrukyrka 132:1                            | Stensättning                |              | Vårfrukyrka, Uppland |       | 59.664127, 17.032475 | 10029201320001 | Ladda upp en bild av detta fornminne      |
| Huvudskallebacken (Vårfrukyrka 134:1)        | Stensättning                |              | Vårfrukyrka, Uppland |       | 59.662276, 17.036213 | 10029201340001 | Ladda upp en bild av detta fornminne      |
| Vårfrukyrka 136:1                            | Stensättning                |              | Vårfrukyrka, Uppland |       | 59.670075, 17.043121 | 10029201360001 | Ladda upp en bild av detta fornminne      |
| Vårfrukyrka 137:1                            | Runristning                 |              | Vårfrukyrka, Uppland |       | 59.670337, 17.026611 | 10029201370001 | Ladda upp en bild av detta fornminne      |
| Vårfrukyrka 138:1                            | Gravfält                    |              | Vårfrukyrka, Uppland |       | 59.662593, 17.030474 | 10029201380001 | Ladda upp en bild av detta fornminne      |
| Vårfrukyrka 139:1                            | Stensättning                |              | Vårfrukyrka, Uppland |       | 59.663067, 17.029833 | 10029201390001 | Ladda upp en bild av detta fornminne      |
| Vårfrukyrka 141:1                            | Röse                        |              | Vårfrukyrka, Uppland |       | 59.657928, 17.027843 | 10029201410001 | Ladda upp en bild av detta fornminne      |
| Vårfrukyrka 143:4                            | Hällristning                |              | Vårfrukyrka, Uppland |       | 59.654494, 17.034083 | 10029201430004 | Ladda upp en bild av detta fornminne      |
| Vårfrukyrka 145:1                            | Stensättning                |              | Vårfrukyrka, Uppland |       | 59.654395, 17.025935 | 10029201450001 | Ladda upp en bild av detta fornminne      |
| Vårfrukyrka 147:1                            | Röse                        |              | Vårfrukyrka, Uppland |       | 59.653640, 17.030390 | 10029201470001 | Ladda upp en bild av detta fornminne      |
| Vårfrukyrka 152:1                            | Röse                        |              | Vårfrukyrka, Uppland |       | 59.653977, 17.042900 | 10029201520001 | Ladda upp en bild av detta fornminne      |
| Vårfrukyrka 152:2                            | Röse                        |              | Vårfrukyrka, Uppland |       | 59.653933, 17.042587 | 10029201520002 | Ladda upp en bild av detta fornminne      |
| Vårfrukyrka 153:1                            | Gravfält                    |              | Vårfrukyrka, Uppland |       | 59.654933, 17.040453 | 10029201530001 | Ladda upp en bild av detta fornminne      |
| Vårfrukyrka 154:1                            | Hög                         |              | Vårfrukyrka, Uppland |       | 59.655160, 17.042308 | 10029201540001 | Ladda upp en bild av detta fornminne      |
| Vårfrukyrka 156:1                            | Gravfält                    |              | Vårfrukyrka, Uppland |       | 59.661178, 17.042231 | 10029201560001 | Ladda upp en bild av detta fornminne      |
| Vårfrukyrka 158:1                            | Stensättning                |              | Vårfrukyrka, Uppland |       | 59.704892, 17.019055 | 10029201580001 | Ladda upp en bild av detta fornminne      |
| Vårfrukyrka 158:3                            | Stensättning                |              | Vårfrukyrka, Uppland |       | 59.705077, 17.019693 | 10029201580003 | Ladda upp en bild av detta fornminne      |
| Vårfrukyrka 158:4                            | Stensättning                |              | Vårfrukyrka, Uppland |       | 59.705149, 17.019521 | 10029201580004 | Ladda upp en bild av detta fornminne      |
| Vårfrukyrka 159:1                            | Stensättning                |              | Vårfrukyrka, Uppland |       | 59.706294, 17.021752 | 10029201590001 | Ladda upp en bild av detta fornminne      |
| Vårfrukyrka 159:2                            | Stensättning                |              | Vårfrukyrka, Uppland |       | 59.706179, 17.021898 | 10029201590002 | Ladda upp en bild av detta fornminne      |
| Vårfrukyrka 159:3                            | Stensättning                |              | Vårfrukyrka, Uppland |       | 59.705947, 17.022226 | 10029201590003 | Ladda upp en bild av detta fornminne      |
| Vårfrukyrka 160:1                            | Stensättning                |              | Vårfrukyrka, Uppland |       | 59.706982, 17.024472 | 10029201600001 | Ladda upp en bild av detta fornminne      |
| Vårfrukyrka 160:2                            | Stensättning                |              | Vårfrukyrka, Uppland |       | 59.707266, 17.025407 | 10029201600002 | Ladda upp en bild av detta fornminne      |
| Vårfrukyrka 165:1                            | Stensättning                |              | Vårfrukyrka, Uppland |       | 59.707153, 17.031603 | 10029201650001 | Ladda upp en bild av detta fornminne      |
| Vårfrukyrka 166:1                            | Hög                         |              | Vårfrukyrka, Uppland |       | 59.705789, 17.031156 | 10029201660001 | Ladda upp en bild av detta fornminne      |
| Vårfrukyrka 167:1                            | Runristning                 |              | Vårfrukyrka, Uppland |       | 59.702898, 17.047961 | 10029201670001 | Ladda upp en till bild av detta fornminne |
| Vårfrukyrka 167:2                            | Runristning                 |              | Vårfrukyrka, Uppland |       | 59.702832, 17.048005 | 10029201670002 | Ladda upp en till bild av detta fornminne |
| Vårfrukyrka 168:1                            | Gravfält                    |              | Vårfrukyrka, Uppland |       | 59.705466, 17.048209 | 10029201680001 | Ladda upp en bild av detta fornminne      |
| Vårfrukyrka 168:3                            | Runristning                 |              | Vårfrukyrka, Uppland |       | 59.705365, 17.047640 | 10029201680003 | Ladda upp en till bild av detta fornminne |
| Vårfrukyrka 169:1                            | Röse                        |              | Vårfrukyrka, Uppland |       | 59.697917, 17.043674 | 10029201690001 | Ladda upp en bild av detta fornminne      |
| Vårfrukyrka 170:1                            | Stensättning                |              | Vårfrukyrka, Uppland |       | 59.697652, 17.044774 | 10029201700001 | Ladda upp en bild av detta fornminne      |
| Vårfrukyrka 171:1                            | Gravfält                    |              | Vårfrukyrka, Uppland |       | 59.700043, 17.042069 | 10029201710001 | Ladda upp en bild av detta fornminne      |
| Vårfrukyrka 173:1                            | Stensättning                |              | Vårfrukyrka, Uppland |       | 59.697120, 17.042317 | 10029201730001 | Ladda upp en bild av detta fornminne      |
| Vårfrukyrka 174:1                            | Stensättning                |              | Vårfrukyrka, Uppland |       | 59.702140, 17.024344 | 10029201740001 | Ladda upp en bild av detta fornminne      |
| Vårfrukyrka 175:1                            | Runristning                 |              | Vårfrukyrka, Uppland |       | 59.613272, 17.122467 | 10029201750001 | Ladda upp en bild av detta fornminne      |
| Vårfrukyrka 176:1                            | Hällristning                |              | Vårfrukyrka, Uppland |       | 59.612978, 17.121078 | 10029201760001 | Ladda upp en bild av detta fornminne      |
| Vårfrukyrka 177:1                            | Hällristning                |              | Vårfrukyrka, Uppland |       | 59.613707, 17.121157 | 10029201770001 | Ladda upp en bild av detta fornminne      |
| Vårfrukyrka 178:1                            | Hällristning                |              | Vårfrukyrka, Uppland |       | 59.613978, 17.121783 | 10029201780001 | Ladda upp en bild av detta fornminne      |
| Vårfrukyrka 179:1                            | Hällristning                |              | Vårfrukyrka, Uppland |       | 59.612897, 17.121971 | 10029201790001 | Ladda upp en bild av detta fornminne      |
| Vårfrukyrka 180:1                            | Hällristning                |              | Vårfrukyrka, Uppland |       | 59.611802, 17.122098 | 10029201800001 | Ladda upp en bild av detta fornminne      |
| Vårfrukyrka 181:1                            | Hällristning                |              | Vårfrukyrka, Uppland |       | 59.612960, 17.123151 | 10029201810001 | Ladda upp en bild av detta fornminne      |
| Vårfrukyrka 181:2                            | Hällristning                |              | Vårfrukyrka, Uppland |       | 59.612965, 17.123267 | 10029201810002 | Ladda upp en bild av detta fornminne      |
| Vårfrukyrka 182:1                            | Hällristning                |              | Vårfrukyrka, Uppland |       | 59.613567, 17.123190 | 10029201820001 | Ladda upp en bild av detta fornminne      |
| Vårfrukyrka 182:2                            | Hällristning                |              | Vårfrukyrka, Uppland |       | 59.613567, 17.123190 | 10029201820002 | Ladda upp en bild av detta fornminne      |
| Vårfrukyrka 184:1                            | Hällristning                |              | Vårfrukyrka, Uppland |       | 59.613502, 17.125970 | 10029201840001 | Ladda upp en bild av detta fornminne      |
| Vårfrukyrka 184:2                            | Hällristning                |              | Vårfrukyrka, Uppland |       | 59.613502, 17.125970 | 10029201840002 | Ladda upp en bild av detta fornminne      |
| Vårfrukyrka 184:3                            | Hällristning                |              | Vårfrukyrka, Uppland |       | 59.613539, 17.126163 | 10029201840003 | Ladda upp en bild av detta fornminne      |
| Vårfrukyrka 185:1                            | Gravfält                    |              | Vårfrukyrka, Uppland |       | 59.613734, 17.127393 | 10029201850001 | Ladda upp en bild av detta fornminne      |
| Vårfrukyrka 187:1                            | Hällristning                |              | Vårfrukyrka, Uppland |       | 59.613924, 17.127197 | 10029201870001 | Ladda upp en bild av detta fornminne      |
| Vårfrukyrka 188:1                            | Hällristning                |              | Vårfrukyrka, Uppland |       | 59.614123, 17.127766 | 10029201880001 | Ladda upp en bild av detta fornminne      |
| Vårfrukyrka 188:2                            | Hällristning                |              | Vårfrukyrka, Uppland |       | 59.614194, 17.127739 | 10029201880002 | Ladda upp en bild av detta fornminne      |
| Vårfrukyrka 188:3                            | Hällristning                |              | Vårfrukyrka, Uppland |       | 59.614183, 17.127901 | 10029201880003 | Ladda upp en bild av detta fornminne      |
| Vårfrukyrka 188:4                            | Hällristning                |              | Vårfrukyrka, Uppland |       | 59.614105, 17.127946 | 10029201880004 | Ladda upp en bild av detta fornminne      |
| Vårfrukyrka 189:1                            | Hällristning                |              | Vårfrukyrka, Uppland |       | 59.614015, 17.131178 | 10029201890001 | Ladda upp en bild av detta fornminne      |
| Vårfrukyrka 189:2                            | Hällristning                |              | Vårfrukyrka, Uppland |       | 59.614074, 17.131025 | 10029201890002 | Ladda upp en bild av detta fornminne      |
| Vårfrukyrka 190:1                            | Hällristning                |              | Vårfrukyrka, Uppland |       | 59.614375, 17.131407 | 10029201900001 | Ladda upp en bild av detta fornminne      |
| Vårfrukyrka 191:1                            | Stensättning                |              | Vårfrukyrka, Uppland |       | 59.612928, 17.128989 | 10029201910001 | Ladda upp en bild av detta fornminne      |
| Vårfrukyrka 192:1                            | Hällristning                |              | Vårfrukyrka, Uppland |       | 59.612885, 17.128644 | 10029201920001 | Ladda upp en bild av detta fornminne      |
| Vårfrukyrka 193:1                            | Hällristning                |              | Vårfrukyrka, Uppland |       | 59.613107, 17.129324 | 10029201930001 | Ladda upp en bild av detta fornminne      |
| Vårfrukyrka 193:2                            | Hällristning                |              | Vårfrukyrka, Uppland |       | 59.613145, 17.129585 | 10029201930002 | Ladda upp en bild av detta fornminne      |
| Vårfrukyrka 193:3                            | Hällristning                |              | Vårfrukyrka, Uppland |       | 59.613019, 17.128831 | 10029201930003 | Ladda upp en bild av detta fornminne      |
| Vårfrukyrka 194:1                            | Hällristning                |              | Vårfrukyrka, Uppland |       | 59.618239, 17.135220 | 10029201940001 | Ladda upp en bild av detta fornminne      |
| Vårfrukyrka 194:2                            | Hällristning                |              | Vårfrukyrka, Uppland |       | 59.618247, 17.135402 | 10029201940002 | Ladda upp en bild av detta fornminne      |
| Vårfrukyrka 194:3                            | Hällristning                |              | Vårfrukyrka, Uppland |       | 59.618247, 17.135402 | 10029201940003 | Ladda upp en bild av detta fornminne      |
| Vårfrukyrka 194:4                            | Hällristning                |              | Vårfrukyrka, Uppland |       | 59.618247, 17.135402 | 10029201940004 | Ladda upp en bild av detta fornminne      |
| Vårfrukyrka 195:1                            | Stensättning                |              | Vårfrukyrka, Uppland |       | 59.618142, 17.135350 | 10029201950001 | Ladda upp en bild av detta fornminne      |
| Vårfrukyrka 196:1                            | Stensättning                |              | Vårfrukyrka, Uppland |       | 59.617901, 17.135137 | 10029201960001 | Ladda upp en bild av detta fornminne      |
| Vårfrukyrka 198:1                            | Hällristning                |              | Vårfrukyrka, Uppland |       | 59.618756, 17.136600 | 10029201980001 | Ladda upp en bild av detta fornminne      |
| Vårfrukyrka 199:1                            | Stensättning                |              | Vårfrukyrka, Uppland |       | 59.619268, 17.135975 | 10029201990001 | Ladda upp en bild av detta fornminne      |
| Vårfrukyrka 200:1                            | Hällristning                |              | Vårfrukyrka, Uppland |       | 59.619425, 17.135928 | 10029202000001 | Ladda upp en bild av detta fornminne      |
| Vårfrukyrka 200:2                            | Hällristning                |              | Vårfrukyrka, Uppland |       | 59.619425, 17.135928 | 10029202000002 | Ladda upp en bild av detta fornminne      |
| Vårfrukyrka 200:3                            | Hällristning                |              | Vårfrukyrka, Uppland |       | 59.619425, 17.135928 | 10029202000003 | Ladda upp en bild av detta fornminne      |
| Vårfrukyrka 201:1                            | Hällristning                |              | Vårfrukyrka, Uppland |       | 59.619280, 17.137422 | 10029202010001 | Ladda upp en bild av detta fornminne      |
| Vårfrukyrka 203:1                            | Hällristning                |              | Vårfrukyrka, Uppland |       | 59.619315, 17.138300 | 10029202030001 | Ladda upp en bild av detta fornminne      |
| Vårfrukyrka 203:2                            | Hällristning                |              | Vårfrukyrka, Uppland |       | 59.619206, 17.138261 | 10029202030002 | Ladda upp en bild av detta fornminne      |
| Vårfrukyrka 204:1                            | Hällristning                |              | Vårfrukyrka, Uppland |       | 59.620283, 17.138827 | 10029202040001 | Ladda upp en bild av detta fornminne      |
| Vårfrukyrka 204:2                            | Hällristning                |              | Vårfrukyrka, Uppland |       | 59.620223, 17.138511 | 10029202040002 | Ladda upp en bild av detta fornminne      |
| Vårfrukyrka 204:3                            | Hällristning                |              | Vårfrukyrka, Uppland |       | 59.620315, 17.138683 | 10029202040003 | Ladda upp en bild av detta fornminne      |
| Vårfrukyrka 205:1                            | Hällristning                |              | Vårfrukyrka, Uppland |       | 59.622073, 17.138336 | 10029202050001 | Ladda upp en bild av detta fornminne      |
| Vårfrukyrka 205:2                            | Hällristning                |              | Vårfrukyrka, Uppland |       | 59.622162, 17.138352 | 10029202050002 | Ladda upp en bild av detta fornminne      |
| Vårfrukyrka 206:1                            | Hällristning                |              | Vårfrukyrka, Uppland |       | 59.617199, 17.123055 | 10029202060001 | Ladda upp en bild av detta fornminne      |
| Vårfrukyrka 207:1                            | Hällristning                |              | Vårfrukyrka, Uppland |       | 59.618121, 17.124693 | 10029202070001 | Ladda upp en bild av detta fornminne      |
| Vårfrukyrka 207:2                            | Hällristning                |              | Vårfrukyrka, Uppland |       | 59.618244, 17.124844 | 10029202070002 | Ladda upp en bild av detta fornminne      |
| Vårfrukyrka 207:3                            | Hällristning                |              | Vårfrukyrka, Uppland |       | 59.618420, 17.124998 | 10029202070003 | Ladda upp en bild av detta fornminne      |
| Vårfrukyrka 207:4                            | Hällristning                |              | Vårfrukyrka, Uppland |       | 59.618433, 17.125325 | 10029202070004 | Ladda upp en bild av detta fornminne      |
| Vårfrukyrka 210:1                            | Hög                         |              | Vårfrukyrka, Uppland |       | 59.618610, 17.112921 | 10029202100001 | Ladda upp en bild av detta fornminne      |
| Vårfrukyrka 212:1                            | Hällristning                |              | Vårfrukyrka, Uppland |       | 59.619185, 17.113823 | 10029202120001 | Ladda upp en bild av detta fornminne      |
| Vårfrukyrka 212:2                            | Hällristning                |              | Vårfrukyrka, Uppland |       | 59.619081, 17.113517 | 10029202120002 | Ladda upp en bild av detta fornminne      |
| Vårfrukyrka 213:1                            | Stensättning                |              | Vårfrukyrka, Uppland |       | 59.620198, 17.135854 | 10029202130001 | Ladda upp en bild av detta fornminne      |
| Vårfrukyrka 214:1                            | Stensättning                |              | Vårfrukyrka, Uppland |       | 59.618228, 17.132972 | 10029202140001 | Ladda upp en bild av detta fornminne      |
| Vårfrukyrka 215:1                            | Stensättning                |              | Vårfrukyrka, Uppland |       | 59.706157, 17.107170 | 10029202150001 | Ladda upp en bild av detta fornminne      |
| Vårfrukyrka 216:1                            | Gravfält                    |              | Vårfrukyrka, Uppland |       | 59.706008, 17.103781 | 10029202160001 | Ladda upp en bild av detta fornminne      |
| Vårfrukyrka 218:1                            | Röse                        |              | Vårfrukyrka, Uppland |       | 59.706287, 17.102912 | 10029202180001 | Ladda upp en bild av detta fornminne      |
| Vårfrukyrka 219:1                            | Stensättning                |              | Vårfrukyrka, Uppland |       | 59.707347, 17.103824 | 10029202190001 | Ladda upp en bild av detta fornminne      |
| Vårfrukyrka 220:1                            | Gravfält                    |              | Vårfrukyrka, Uppland |       | 59.708453, 17.103510 | 10029202200001 | Ladda upp en bild av detta fornminne      |
| Vårfrukyrka 221:1                            | Stensättning                |              | Vårfrukyrka, Uppland |       | 59.709093, 17.104296 | 10029202210001 | Ladda upp en bild av detta fornminne      |
| Vårfrukyrka 224:1                            | Hällristning                |              | Vårfrukyrka, Uppland |       | 59.692479, 17.046396 | 10029202240001 | Ladda upp en bild av detta fornminne      |
| Vårfrukyrka 226:1                            | Hällristning                |              | Vårfrukyrka, Uppland |       | 59.613794, 17.104467 | 10029202260001 | Ladda upp en bild av detta fornminne      |
| Vårfrukyrka 227:1                            | Hällristning                |              | Vårfrukyrka, Uppland |       | 59.613221, 17.105143 | 10029202270001 | Ladda upp en bild av detta fornminne      |
| Vårfrukyrka 228:1                            | Hällristning                |              | Vårfrukyrka, Uppland |       | 59.612952, 17.100152 | 10029202280001 | Ladda upp en bild av detta fornminne      |
| Vårfrukyrka 230:1                            | Hällristning                |              | Vårfrukyrka, Uppland |       | 59.611523, 17.131197 | 10029202300001 | Ladda upp en bild av detta fornminne      |
| Vårfrukyrka 231:1                            | Hällristning                |              | Vårfrukyrka, Uppland |       | 59.613145, 17.134795 | 10029202310001 | Ladda upp en bild av detta fornminne      |
| Vårfrukyrka 232:1                            | Hällristning                |              | Vårfrukyrka, Uppland |       | 59.612483, 17.129373 | 10029202320001 | Ladda upp en bild av detta fornminne      |
| Vårfrukyrka 233:1                            | Hällristning                |              | Vårfrukyrka, Uppland |       | 59.610676, 17.127152 | 10029202330001 | Ladda upp en bild av detta fornminne      |
| Vårfrukyrka 233:2                            | Hällristning                |              | Vårfrukyrka, Uppland |       | 59.610784, 17.127160 | 10029202330002 | Ladda upp en bild av detta fornminne      |
| Vårfrukyrka 234:1                            | Hällristning                |              | Vårfrukyrka, Uppland |       | 59.610537, 17.128344 | 10029202340001 | Ladda upp en bild av detta fornminne      |
| Vårfrukyrka 235:1                            | Hällristning                |              | Vårfrukyrka, Uppland |       | 59.618735, 17.138045 | 10029202350001 | Ladda upp en bild av detta fornminne      |
| Vårfrukyrka 236:1                            | Hällristning                |              | Vårfrukyrka, Uppland |       | 59.619792, 17.138659 | 10029202360001 | Ladda upp en bild av detta fornminne      |
| Vårfrukyrka 236:2                            | Hällristning                |              | Vårfrukyrka, Uppland |       | 59.619950, 17.138753 | 10029202360002 | Ladda upp en bild av detta fornminne      |
| Vårfrukyrka 237:1                            | Hällristning                |              | Vårfrukyrka, Uppland |       | 59.613473, 17.128855 | 10029202370001 | Ladda upp en bild av detta fornminne      |
| Vårfrukyrka 238:1                            | Hällristning                |              | Vårfrukyrka, Uppland |       | 59.617507, 17.125605 | 10029202380001 | Ladda upp en bild av detta fornminne      |
| Vårfrukyrka 239:1                            | Runristning                 |              | Vårfrukyrka, Uppland |       | 59.624075, 17.096123 | 10029202390001 | Ladda upp en bild av detta fornminne      |
| Vårfrukyrka 240:1                            | Hällristning                |              | Vårfrukyrka, Uppland |       | 59.614207, 17.126786 | 10029202400001 | Ladda upp en bild av detta fornminne      |
| Vårfrukyrka 241:1                            | Hällristning                |              | Vårfrukyrka, Uppland |       | 59.615131, 17.128024 | 10029202410001 | Ladda upp en bild av detta fornminne      |
| Vårfrukyrka 241:2                            | Hällristning                |              | Vårfrukyrka, Uppland |       | 59.615060, 17.127804 | 10029202410002 | Ladda upp en bild av detta fornminne      |
| Vårfrukyrka 242:1                            | Hällristning                |              | Vårfrukyrka, Uppland |       | 59.615235, 17.117178 | 10029202420001 | Ladda upp en bild av detta fornminne      |
| Vårfrukyrka 243:1                            | Hällristning                |              | Vårfrukyrka, Uppland |       | 59.615509, 17.116155 | 10029202430001 | Ladda upp en bild av detta fornminne      |
| Vårfrukyrka 244:1                            | Hällristning                |              | Vårfrukyrka, Uppland |       | 59.614240, 17.115675 | 10029202440001 | Ladda upp en bild av detta fornminne      |
| Vårfrukyrka 245:1                            | Hällristning                |              | Vårfrukyrka, Uppland |       | 59.615686, 17.125567 | 10029202450001 | Ladda upp en bild av detta fornminne      |
| Vårfrukyrka 246:1                            | Hällristning                |              | Vårfrukyrka, Uppland |       | 59.611755, 17.125067 | 10029202460001 | Ladda upp en bild av detta fornminne      |
| Vårfrukyrka 247:1                            | Hällristning                |              | Vårfrukyrka, Uppland |       | 59.610978, 17.125010 | 10029202470001 | Ladda upp en bild av detta fornminne      |
| Vårfrukyrka 248:1                            | Hällristning                |              | Vårfrukyrka, Uppland |       | 59.612361, 17.122372 | 10029202480001 | Ladda upp en bild av detta fornminne      |
| Vårfrukyrka 249:1                            | Hällristning                |              | Vårfrukyrka, Uppland |       | 59.619151, 17.115648 | 10029202490001 | Ladda upp en bild av detta fornminne      |
| Vårfrukyrka 250:1                            | Hällristning                |              | Vårfrukyrka, Uppland |       | 59.618648, 17.115532 | 10029202500001 | Ladda upp en bild av detta fornminne      |
| Vårfrukyrka 251:1                            | Hällristning                |              | Vårfrukyrka, Uppland |       | 59.618881, 17.112518 | 10029202510001 | Ladda upp en bild av detta fornminne      |
| Vårfrukyrka 252:1                            | Hällristning                |              | Vårfrukyrka, Uppland |       | 59.616586, 17.108183 | 10029202520001 | Ladda upp en bild av detta fornminne      |
| Vårfrukyrka 253:1                            | Hällristning                |              | Vårfrukyrka, Uppland |       | 59.617534, 17.124967 | 10029202530001 | Ladda upp en bild av detta fornminne      |
| Vårfrukyrka 254:1                            | Hällristning                |              | Vårfrukyrka, Uppland |       | 59.613951, 17.115949 | 10029202540001 | Ladda upp en bild av detta fornminne      |
| Vårfrukyrka 254:2                            | Hällristning                |              | Vårfrukyrka, Uppland |       | 59.613951, 17.115949 | 10029202540002 | Ladda upp en bild av detta fornminne      |
| Vårfrukyrka 255:1                            | Hällristning                |              | Vårfrukyrka, Uppland |       | 59.617947, 17.104652 | 10029202550001 | Ladda upp en bild av detta fornminne      |
| Vårfrukyrka 256:1                            | Hällristning                |              | Vårfrukyrka, Uppland |       | 59.614320, 17.124418 | 10029202560001 | Ladda upp en bild av detta fornminne      |
| Vårfrukyrka 258:1                            | Hällristning                |              | Vårfrukyrka, Uppland |       | 59.614052, 17.127553 | 10029202580001 | Ladda upp en bild av detta fornminne      |
| Vårfrukyrka 259:1                            | Hällristning                |              | Vårfrukyrka, Uppland |       | 59.614025, 17.128225 | 10029202590001 | Ladda upp en bild av detta fornminne      |
| Vårfrukyrka 260:1                            | Hällristning                |              | Vårfrukyrka, Uppland |       | 59.623439, 17.138157 | 10029202600001 | Ladda upp en bild av detta fornminne      |
| Vårfrukyrka 263:1                            | Hällristning                |              | Vårfrukyrka, Uppland |       | 59.618130, 17.127244 | 10029202630001 | Ladda upp en bild av detta fornminne      |
| Vårfrukyrka 264:1                            | Hällristning                |              | Vårfrukyrka, Uppland |       | 59.617349, 17.126963 | 10029202640001 | Ladda upp en bild av detta fornminne      |
| Vårfrukyrka 265:1                            | Hällristning                |              | Vårfrukyrka, Uppland |       | 59.617306, 17.125904 | 10029202650001 | Ladda upp en bild av detta fornminne      |
| Vårfrukyrka 266:1                            | Hällristning                |              | Vårfrukyrka, Uppland |       | 59.617450, 17.130734 | 10029202660001 | Ladda upp en bild av detta fornminne      |
| Vårfrukyrka 267:1                            | Hällristning                |              | Vårfrukyrka, Uppland |       | 59.620142, 17.124570 | 10029202670001 | Ladda upp en bild av detta fornminne      |
| Vårfrukyrka 267:2                            | Hällristning                |              | Vårfrukyrka, Uppland |       | 59.620031, 17.124565 | 10029202670002 | Ladda upp en bild av detta fornminne      |
| Vårfrukyrka 268:1                            | Hällristning                |              | Vårfrukyrka, Uppland |       | 59.618118, 17.121055 | 10029202680001 | Ladda upp en bild av detta fornminne      |
| Vårfrukyrka 269:1                            | Hällristning                |              | Vårfrukyrka, Uppland |       | 59.618609, 17.119446 | 10029202690001 | Ladda upp en bild av detta fornminne      |
| Vårfrukyrka 270:1                            | Hällristning                |              | Vårfrukyrka, Uppland |       | 59.705704, 17.040715 | 10029202700001 | Ladda upp en bild av detta fornminne      |
| Vårfrukyrka 271:1                            | Hällristning                |              | Vårfrukyrka, Uppland |       | 59.709763, 17.041978 | 10029202710001 | Ladda upp en bild av detta fornminne      |
| Vårfrukyrka 272:1                            | Hällristning                |              | Vårfrukyrka, Uppland |       | 59.705273, 17.033797 | 10029202720001 | Ladda upp en bild av detta fornminne      |
| Vårfrukyrka 272:2                            | Hällristning                |              | Vårfrukyrka, Uppland |       | 59.705212, 17.033767 | 10029202720002 | Ladda upp en bild av detta fornminne      |
| Vårfrukyrka 273:1                            | Hällristning                |              | Vårfrukyrka, Uppland |       | 59.694600, 17.080491 | 10029202730001 | Ladda upp en bild av detta fornminne      |
| Vårfrukyrka 274:1                            | Hällristning                |              | Vårfrukyrka, Uppland |       | 59.619866, 17.119035 | 10029202740001 | Ladda upp en bild av detta fornminne      |
| Vårfrukyrka 275:1                            | Hällristning                |              | Vårfrukyrka, Uppland |       | 59.706316, 17.106932 | 10029202750001 | Ladda upp en bild av detta fornminne      |
| Vårfrukyrka 276:1                            | Hällristning                |              | Vårfrukyrka, Uppland |       | 59.705714, 17.100778 | 10029202760001 | Ladda upp en bild av detta fornminne      |
| Vårfrukyrka 277:1                            | Hällristning                |              | Vårfrukyrka, Uppland |       | 59.706307, 17.103440 | 10029202770001 | Ladda upp en bild av detta fornminne      |
| Vårfrukyrka 278:1                            | Hällristning                |              | Vårfrukyrka, Uppland |       | 59.707240, 17.104372 | 10029202780001 | Ladda upp en bild av detta fornminne      |
| Vårfrukyrka 279:1                            | Hällristning                |              | Vårfrukyrka, Uppland |       | 59.705425, 17.035461 | 10029202790001 | Ladda upp en bild av detta fornminne      |
| Vårfrukyrka 280:1                            | Hällristning                |              | Vårfrukyrka, Uppland |       | 59.697945, 17.013917 | 10029202800001 | Ladda upp en bild av detta fornminne      |
| Vårfrukyrka 281:1                            | Hällristning                |              | Vårfrukyrka, Uppland |       | 59.710836, 17.046778 | 10029202810001 | Ladda upp en bild av detta fornminne      |
| Vårfrukyrka 282:1                            | Hällristning                |              | Vårfrukyrka, Uppland |       | 59.617623, 17.134269 | 10029202820001 | Ladda upp en bild av detta fornminne      |
| Vårfrukyrka 283:1                            | Hällristning                |              | Vårfrukyrka, Uppland |       | 59.611976, 17.121393 | 10029202830001 | Ladda upp en bild av detta fornminne      |
| Vårfrukyrka 284:1                            | Hällristning                |              | Vårfrukyrka, Uppland |       | 59.677619, 17.092485 | 10029202840001 | Ladda upp en bild av detta fornminne      |
| Vårfrukyrka 284:2                            | Hällristning                |              | Vårfrukyrka, Uppland |       | 59.677577, 17.092556 | 10029202840002 | Ladda upp en bild av detta fornminne      |
| Vårfrukyrka 284:3                            | Hällristning                |              | Vårfrukyrka, Uppland |       | 59.677691, 17.092064 | 10029202840003 | Ladda upp en bild av detta fornminne      |
| Vårfrukyrka 285:1                            | Hällristning                |              | Vårfrukyrka, Uppland |       | 59.679495, 17.091322 | 10029202850001 | Ladda upp en bild av detta fornminne      |
| Vårfrukyrka 285:2                            | Stensättning                |              | Vårfrukyrka, Uppland |       | 59.679382, 17.091365 | 10029202850002 | Ladda upp en bild av detta fornminne      |
| Vårfrukyrka 287:1                            | Stensättning                |              | Vårfrukyrka, Uppland |       | 59.622099, 17.102855 | 10029202870001 | Ladda upp en bild av detta fornminne      |
| Vårfrukyrka 288:1                            | Stensättning                |              | Vårfrukyrka, Uppland |       | 59.620909, 17.113611 | 10029202880001 | Ladda upp en bild av detta fornminne      |
| Vårfrukyrka 299:1                            | Stensättning                |              | Vårfrukyrka, Uppland |       | 59.621444, 17.129102 | 10029202990001 | Ladda upp en bild av detta fornminne      |
| Vårfrukyrka 300:1                            | Hög                         |              | Vårfrukyrka, Uppland |       | 59.618278, 17.128527 | 10029203000001 | Ladda upp en bild av detta fornminne      |
| Vårfrukyrka 301:1                            | Runristning                 |              | Vårfrukyrka, Uppland |       | 59.612758, 17.092340 | 10029203010001 | Ladda upp en bild av detta fornminne      |
| Vårfrukyrka 304:1                            | Hög                         |              | Vårfrukyrka, Uppland |       | 59.614397, 17.127238 | 10029203040001 | Ladda upp en bild av detta fornminne      |
| Vårfrukyrka 310:1                            | Stensättning                |              | Vårfrukyrka, Uppland |       | 59.621180, 17.138732 | 10029203100001 | Ladda upp en bild av detta fornminne      |
| Vårfrukyrka 312:1                            | Stensättning                |              | Vårfrukyrka, Uppland |       | 59.618883, 17.136147 | 10029203120001 | Ladda upp en bild av detta fornminne      |
| Vårfrukyrka 313:1                            | Hällristning                |              | Vårfrukyrka, Uppland |       | 59.618563, 17.136304 | 10029203130001 | Ladda upp en bild av detta fornminne      |
| Kyrkkullen (el Ål Kyrka) (Vårfrukyrka 318:1) | Begravningsplats            |              | Vårfrukyrka, Uppland |       | 59.698463, 17.098982 | 10029203180001 | Ladda upp en bild av detta fornminne      |
| Vårfrukyrka 328:1                            | Stensättning                |              | Vårfrukyrka, Uppland |       | 59.619989, 17.125198 | 10029203280001 | Ladda upp en bild av detta fornminne      |
| Vårfrukyrka 329:1                            | Stensättning                |              | Vårfrukyrka, Uppland |       | 59.619531, 17.132234 | 10029203290001 | Ladda upp en bild av detta fornminne      |
| Vårfrukyrka 334:1                            | Hällristning                |              | Vårfrukyrka, Uppland |       | 59.647487, 17.034110 | 10029203340001 | Ladda upp en bild av detta fornminne      |
| Vårfrukyrka 337:1                            | Stensättning                |              | Vårfrukyrka, Uppland |       | 59.622226, 17.126936 | 10029203370001 | Ladda upp en bild av detta fornminne      |
| Vårfrukyrka 338:1                            | Stensättning                |              | Vårfrukyrka, Uppland |       | 59.618909, 17.127439 | 10029203380001 | Ladda upp en bild av detta fornminne      |
| Vårfrukyrka 346:1                            | Stensättning                |              | Vårfrukyrka, Uppland |       | 59.695185, 17.064766 | 10029203460001 | Ladda upp en bild av detta fornminne      |
| Vårfrukyrka 350:2                            | Hällristning                |              | Vårfrukyrka, Uppland |       | 59.657437, 17.087504 | 10029203500002 | Ladda upp en bild av detta fornminne      |
| Vårfrukyrka 353:1                            | Stensättning                |              | Vårfrukyrka, Uppland |       | 59.705527, 17.054181 | 10029203530001 | Ladda upp en bild av detta fornminne      |
| Vårfrukyrka 357:1                            | Grav markerad av sten/block |              | Vårfrukyrka, Uppland |       | 59.690569, 17.070924 | 10029203570001 | Ladda upp en bild av detta fornminne      |
| Vårfrukyrka 359:1                            | Hällristning                |              | Vårfrukyrka, Uppland |       | 59.689166, 17.085510 | 10029203590001 | Ladda upp en bild av detta fornminne      |
| Vårfrukyrka 363:1                            | Stensättning                |              | Vårfrukyrka, Uppland |       | 59.702517, 17.048574 | 10029203630001 | Ladda upp en bild av detta fornminne      |
| Vårfrukyrka 369:1                            | Hällristning                |              | Vårfrukyrka, Uppland |       | 59.654797, 17.037928 | 10029203690001 | Ladda upp en bild av detta fornminne      |
| Vårfrukyrka 370:1                            | Stensättning                |              | Vårfrukyrka, Uppland |       | 59.654445, 17.037994 | 10029203700001 | Ladda upp en bild av detta fornminne      |
| Vårfrukyrka 371:2                            | Hällristning                |              | Vårfrukyrka, Uppland |       | 59.653621, 17.037056 | 10029203710002 | Ladda upp en bild av detta fornminne      |
| Vårfrukyrka 375:1                            | Stensättning                |              | Vårfrukyrka, Uppland |       | 59.695267, 17.024270 | 10029203750001 | Ladda upp en bild av detta fornminne      |
| Vårfrukyrka 383:1                            | Stensättning                |              | Vårfrukyrka, Uppland |       | 59.658912, 17.050531 | 10029203830001 | Ladda upp en bild av detta fornminne      |
| Vårfrukyrka 383:2                            | Stensättning                |              | Vårfrukyrka, Uppland |       | 59.658756, 17.050749 | 10029203830002 | Ladda upp en bild av detta fornminne      |
| Vårfrukyrka 383:3                            | Grav markerad av sten/block |              | Vårfrukyrka, Uppland |       | 59.658932, 17.050358 | 10029203830003 | Ladda upp en bild av detta fornminne      |
| Vårfrukyrka 385:1                            | Stensättning                |              | Vårfrukyrka, Uppland |       | 59.661489, 17.062480 | 10029203850001 | Ladda upp en bild av detta fornminne      |
| Vårfrukyrka 396:1                            | Hällristning                |              | Vårfrukyrka, Uppland |       | 59.697610, 17.044446 | 10029203960001 | Ladda upp en bild av detta fornminne      |
| Vårfrukyrka 399:2                            | Stensättning                |              | Vårfrukyrka, Uppland |       | 59.706456, 17.025531 | 10029203990002 | Ladda upp en bild av detta fornminne      |
| Vårfrukyrka 405:1                            | Hällristning                |              | Vårfrukyrka, Uppland |       | 59.661836, 17.041096 | 10029204050001 | Ladda upp en bild av detta fornminne      |
| Vårfrukyrka 405:2                            | Hällristning                |              | Vårfrukyrka, Uppland |       | 59.661836, 17.041096 | 10029204050002 | Ladda upp en bild av detta fornminne      |
| Vårfrukyrka 405:3                            | Hällristning                |              | Vårfrukyrka, Uppland |       | 59.661836, 17.041096 | 10029204050003 | Ladda upp en bild av detta fornminne      |
| Vårfrukyrka 406:1                            | Hällristning                |              | Vårfrukyrka, Uppland |       | 59.660693, 17.044972 | 10029204060001 | Ladda upp en bild av detta fornminne      |
| Vårfrukyrka 406:2                            | Hällristning                |              | Vårfrukyrka, Uppland |       | 59.660775, 17.044875 | 10029204060002 | Ladda upp en bild av detta fornminne      |
| Vårfrukyrka 406:3                            | Hällristning                |              | Vårfrukyrka, Uppland |       | 59.660722, 17.044735 | 10029204060003 | Ladda upp en bild av detta fornminne      |
| Vårfrukyrka 407:1                            | Stensättning                |              | Vårfrukyrka, Uppland |       | 59.671295, 17.034925 | 10029204070001 | Ladda upp en bild av detta fornminne      |
| Vårfrukyrka 410:1                            | Stensättning                |              | Vårfrukyrka, Uppland |       | 59.671928, 17.035838 | 10029204100001 | Ladda upp en bild av detta fornminne      |
| Vårfrukyrka 411:1                            | Stensättning                |              | Vårfrukyrka, Uppland |       | 59.669246, 17.027978 | 10029204110001 | Ladda upp en bild av detta fornminne      |
| Vårfrukyrka 411:2                            | Stensättning                |              | Vårfrukyrka, Uppland |       | 59.669137, 17.028146 | 10029204110002 | Ladda upp en bild av detta fornminne      |
| Lusbacken (Vårfrukyrka 420:1)                | Stensättning                |              | Vårfrukyrka, Uppland |       | 59.705750, 17.021398 | 10029204200001 | Ladda upp en bild av detta fornminne      |
| Vårfrukyrka 422:1                            | Hällristning                |              | Vårfrukyrka, Uppland |       | 59.706581, 17.018897 | 10029204220001 | Ladda upp en bild av detta fornminne      |
| Vårfrukyrka 427:1                            | Stensättning                |              | Vårfrukyrka, Uppland |       | 59.694424, 17.025938 | 10029204270001 | Ladda upp en bild av detta fornminne      |
| Vårfrukyrka 429:1                            | Hällristning                |              | Vårfrukyrka, Uppland |       | 59.693183, 17.046355 | 10029204290001 | Ladda upp en bild av detta fornminne      |
| Vårfrukyrka 435:1                            | Stensättning                |              | Vårfrukyrka, Uppland |       | 59.672507, 17.051925 | 10029204350001 | Ladda upp en bild av detta fornminne      |
| Vårfrukyrka 437:1                            | Stensättning                |              | Vårfrukyrka, Uppland |       | 59.681643, 17.067352 | 10029204370001 | Ladda upp en bild av detta fornminne      |
| Vårfrukyrka 439:1                            | Hällristning                |              | Vårfrukyrka, Uppland |       | 59.676623, 17.056541 | 10029204390001 | Ladda upp en bild av detta fornminne      |
| Vårfrukyrka 440:1                            | Hällristning                |              | Vårfrukyrka, Uppland |       | 59.678774, 17.044992 | 10029204400001 | Ladda upp en bild av detta fornminne      |
| Vårfrukyrka 442:1                            | Grav markerad av sten/block |              | Vårfrukyrka, Uppland |       | 59.682635, 17.031918 | 10029204420001 | Ladda upp en bild av detta fornminne      |
| Vårfrukyrka 448:1                            | Stensättning                |              | Vårfrukyrka, Uppland |       | 59.663383, 17.016866 | 10029204480001 | Ladda upp en bild av detta fornminne      |
| Vårfrukyrka 452:1                            | Hällristning                |              | Vårfrukyrka, Uppland |       | 59.704657, 17.043042 | 10029204520001 | Ladda upp en bild av detta fornminne      |
| Vårfrukyrka 453:1                            | Stensättning                |              | Vårfrukyrka, Uppland |       | 59.672316, 17.052721 | 10029204530001 | Ladda upp en bild av detta fornminne      |
| Vårfrukyrka 454:1                            | Stensättning                |              | Vårfrukyrka, Uppland |       | 59.658058, 17.087419 | 10029204540001 | Ladda upp en bild av detta fornminne      |
| Vårfrukyrka 454:2                            | Stensättning                |              | Vårfrukyrka, Uppland |       | 59.658037, 17.087117 | 10029204540002 | Ladda upp en bild av detta fornminne      |
| Vårfrukyrka 455:1                            | Stensättning                |              | Vårfrukyrka, Uppland |       | 59.658596, 17.087823 | 10029204550001 | Ladda upp en bild av detta fornminne      |
| Vårfrukyrka 455:2                            | Stensättning                |              | Vårfrukyrka, Uppland |       | 59.658576, 17.088068 | 10029204550002 | Ladda upp en bild av detta fornminne      |
| Vårfrukyrka 458:1                            | Hällristning                |              | Vårfrukyrka, Uppland |       | 59.693235, 17.043968 | 10029204580001 | Ladda upp en bild av detta fornminne      |
| Vårfrukyrka 459:1                            | Lägenhetsbebyggelse         |              | Vårfrukyrka, Uppland |       | 59.693933, 17.040140 | 10029204590001 | Ladda upp en bild av detta fornminne      |
| Vårfrukyrka 463:1                            | Hällristning                |              | Vårfrukyrka, Uppland |       | 59.695761, 17.048458 | 10029204630001 | Ladda upp en bild av detta fornminne      |
| Vårfrukyrka 465:1                            | Hällristning                |              | Vårfrukyrka, Uppland |       | 59.696856, 17.053701 | 10029204650001 | Ladda upp en bild av detta fornminne      |
| Vårfrukyrka 467:1                            | Hällristning                |              | Vårfrukyrka, Uppland |       | 59.702962, 17.028735 | 10029204670001 | Ladda upp en bild av detta fornminne      |
| Vårfrukyrka 469:1                            | Stensättning                |              | Vårfrukyrka, Uppland |       | 59.706482, 17.030499 | 10029204690001 | Ladda upp en bild av detta fornminne      |
| Vårfrukyrka 470:1                            | Stensättning                |              | Vårfrukyrka, Uppland |       | 59.691901, 17.073875 | 10029204700001 | Ladda upp en bild av detta fornminne      |
| Vårfrukyrka 472:1                            | Hällristning                |              | Vårfrukyrka, Uppland |       | 59.699560, 17.069654 | 10029204720001 | Ladda upp en bild av detta fornminne      |
| Vårfrukyrka 473:1                            | Hällristning                |              | Vårfrukyrka, Uppland |       | 59.694963, 17.064940 | 10029204730001 | Ladda upp en bild av detta fornminne      |
| Vårfrukyrka 474:2                            | Hällristning                |              | Vårfrukyrka, Uppland |       | 59.693976, 17.065261 | 10029204740002 | Ladda upp en bild av detta fornminne      |
| Vårfrukyrka 475:1                            | Hällristning                |              | Vårfrukyrka, Uppland |       | 59.692714, 17.066817 | 10029204750001 | Ladda upp en bild av detta fornminne      |
| Vårfrukyrka 475:2                            | Hällristning                |              | Vårfrukyrka, Uppland |       | 59.692617, 17.066941 | 10029204750002 | Ladda upp en bild av detta fornminne      |
| Vårfrukyrka 476:1                            | Hällristning                |              | Vårfrukyrka, Uppland |       | 59.674708, 17.067847 | 10029204760001 | Ladda upp en bild av detta fornminne      |
| Vårfrukyrka 477:1                            | Hällristning                |              | Vårfrukyrka, Uppland |       | 59.674441, 17.067334 | 10029204770001 | Ladda upp en bild av detta fornminne      |
| Vårfrukyrka 480:1                            | Stensättning                |              | Vårfrukyrka, Uppland |       | 59.702222, 17.066365 | 10029204800001 | Ladda upp en bild av detta fornminne      |
| Vårfrukyrka 481:1                            | Stensättning                |              | Vårfrukyrka, Uppland |       | 59.700941, 17.062579 | 10029204810001 | Ladda upp en bild av detta fornminne      |
| Vårfrukyrka 483:1                            | Stensättning                |              | Vårfrukyrka, Uppland |       | 59.703136, 17.062576 | 10029204830001 | Ladda upp en bild av detta fornminne      |
| Vårfrukyrka 486:1                            | Hällristning                |              | Vårfrukyrka, Uppland |       | 59.693090, 17.092776 | 10029204860001 | Ladda upp en bild av detta fornminne      |
| Vårfrukyrka 510:1                            | Stensättning                |              | Vårfrukyrka, Uppland |       | 59.659854, 17.115898 | 10029205100001 | Ladda upp en bild av detta fornminne      |
| Vårfrukyrka 511:1                            | Stensättning                |              | Vårfrukyrka, Uppland |       | 59.660689, 17.116064 | 10029205110001 | Ladda upp en bild av detta fornminne      |
| Vårfrukyrka 519:1                            | Hällristning                |              | Vårfrukyrka, Uppland |       | 59.656727, 17.040427 | 10029205190001 | Ladda upp en bild av detta fornminne      |
| Vårfrukyrka 521:1                            | Gravfält                    |              | Vårfrukyrka, Uppland |       | 59.653256, 17.101268 | 10029205210001 | Ladda upp en bild av detta fornminne      |
| Vårfrukyrka 522:2                            | Hällristning                |              | Vårfrukyrka, Uppland |       | 59.662014, 17.104436 | 10029205220002 | Ladda upp en bild av detta fornminne      |
| Vårfrukyrka 523:1                            | Hög                         |              | Vårfrukyrka, Uppland |       | 59.654456, 17.099433 | 10029205230001 | Ladda upp en bild av detta fornminne      |
| Vårfrukyrka 532:1                            | Stensättning                |              | Vårfrukyrka, Uppland |       | 59.667155, 17.118016 | 10029205320001 | Ladda upp en bild av detta fornminne      |
| Vårfrukyrka 550:1                            | Hällristning                |              | Vårfrukyrka, Uppland |       | 59.678661, 17.053067 | 10029205500001 | Ladda upp en bild av detta fornminne      |
| Paddeborg (Vårfrukyrka 562:1)                | Borg                        |              | Vårfrukyrka, Uppland |       | 59.636354, 17.035147 | 10029205620001 | Ladda upp en bild av detta fornminne      |
| Vårfrukyrka 582:1                            | Hällristning                |              | Vårfrukyrka, Uppland |       | 59.646872, 17.031725 | 10029205820001 | Ladda upp en bild av detta fornminne      |
| Vårfrukyrka 598                              | Stensättning                |              | Vårfrukyrka, Uppland |       | 59.610534, 17.104260 | 12000000008693 | Ladda upp en bild av detta fornminne      |
| Vårfrukyrka 599                              | Stensättning                |              | Vårfrukyrka, Uppland |       | 59.610729, 17.104116 | 12000000008694 | Ladda upp en bild av detta fornminne      |
| Vårfrukyrka 600                              | Hög                         |              | Vårfrukyrka, Uppland |       | 59.610651, 17.104240 | 12000000008695 | Ladda upp en bild av detta fornminne      |
| Vårfrukyrka 602                              | Grav markerad av sten/block |              | Vårfrukyrka, Uppland |       | 59.610970, 17.102420 | 12000000008697 | Ladda upp en bild av detta fornminne      |
| Vårfrukyrka 603                              | Grav markerad av sten/block |              | Vårfrukyrka, Uppland |       | 59.610926, 17.102543 | 12000000008698 | Ladda upp en bild av detta fornminne      |
| Vårfrukyrka 604                              | Stensättning                |              | Vårfrukyrka, Uppland |       | 59.610699, 17.102711 | 12000000008699 | Ladda upp en bild av detta fornminne      |
| Vårfrukyrka 608                              | Stensättning                |              | Vårfrukyrka, Uppland |       | 59.612392, 17.094427 | 12000000008703 | Ladda upp en bild av detta fornminne      |
| Vårfrukyrka 609                              | Stensättning                |              | Vårfrukyrka, Uppland |       | 59.612423, 17.094180 | 12000000008704 | Ladda upp en bild av detta fornminne      |
| Vårfrukyrka 610                              | Stensättning                |              | Vårfrukyrka, Uppland |       | 59.610444, 17.104442 | 12000000008818 | Ladda upp en bild av detta fornminne      |
| Vårfrukyrka 613                              | Hällristning                |              | Vårfrukyrka, Uppland |       | 59.668625, 17.105157 | 12000000032716 | Ladda upp en bild av detta fornminne      |
| Vårfrukyrka 615                              | Stensättning                |              | Vårfrukyrka, Uppland |       | 59.666733, 17.107884 | 12000000032719 | Ladda upp en bild av detta fornminne      |
| Vårfrukyrka 617                              | Stensättning                |              | Vårfrukyrka, Uppland |       | 59.666706, 17.108013 | 12000000032721 | Ladda upp en bild av detta fornminne      |
| Vårfrukyrka 618                              | Stensättning                |              | Vårfrukyrka, Uppland |       | 59.668401, 17.105397 | 12000000032722 | Ladda upp en bild av detta fornminne      |
| Vårfrukyrka 619                              | Hällristning                |              | Vårfrukyrka, Uppland |       | 59.666806, 17.107653 | 12000000032723 | Ladda upp en bild av detta fornminne      |
| Sparrsätra 42:1                              | Röse                        |              | Vårfrukyrka, Uppland |       | 59.669051, 17.017142 | 10026900420001 | Ladda upp en bild av detta fornminne      |
| Sparrsätra 43:1                              | Stensättning                |              | Vårfrukyrka, Uppland |       | 59.671036, 17.018817 | 10026900430001 | Ladda upp en bild av detta fornminne      |